# Entorn virtual multiusuari educatiu
Un Entorn virtual multiusuari educatiu és un tipus de comunitat en línia en què els usuaris interactuen en una simulació d'un entorn físic (basat o no en la realitat) mitjançant personatges anomenats avatars i on poden manipular objectes virtuals. L'ús educatiu dels MUVE es basa en la idea d'aconseguir una immersió més gran en les activitats per a l'aprenentatge, així com una major motivació per part dels estudiants. L'ús dels MUVE en l'educació es fonamenta en tres teories: el constructivisme, la teoria experiencial, i en la cognició distribuïda.
Des dels començaments dels entorns virtuals aplicats a l'educació s'ha anat avançant en les possibilitats educatives d'una tecnologia cada vegada més avançada. Partint de l'aprenentatge distribuït que permetien els SGA es va passar a un aprenentatge molt col·laboratiu basat en el Web 2.0 i l'aprenentatge mòbil. El desenvolupament de mons virtuals ha permès en els últims temps explorar les possibilitats de l'aprenentatge immersiu, i crear un aprenentatge electrònic (e-learning) en tres dimensions. La peça clau d'aquest nou enfocament són els entorns virtuals multiusuari.
A més d'una major immersió i motivació en l'aprenentatge, els MUVE també promouen l'aprenentatge social i col·laboratiu, així com l'aprenentatge realista i contextualitzat.
Un món virtual és un tipus de MUVE de caràcter persistent i disponible de manera continuada a llarg termini. SecondLife és un exemple d'un món virtual que ha estat utilitzat per a experiències educatives concretes. També podem trobar molts altres MUVEs dissenyats específicament amb finalitats educatives, com Whyville o Quest Atlantis.

## L'ús de mons virtuals en l'educació
La incorporació dels mons virtuals en les tecnologies d'ensenyament i aprenentatge implica que s'han de redescobrir models formatius d'aprenentatge en línia; la utilització d'aquests mons virtuals, però, apunta a la generació de costos assumibles i beneficis importants Arxivat 2015-04-02 a Wayback Machine., que podem resumir de la manera següent:
- Implementació i instal·lació del món virtual, tenint en compte que pot ser gratuït.
- Facilitat de maneig, ja que la majoria dels MUVE tenen una interacció intuïtiva i senzilla. En aquest aspecte, els MUVE també poden contribuir a la millora de les competències digitals dels estudiants.[2]
- Integració amb l'SGA. Sobre això cal afegir que en alguns casos la integració també és gratuïta, com en el cas de Moodle, que es pot integrar amb Second Life per mitjà de Sloodle Arxivat 2015-04-26 a Wayback Machine..[3]
- Alt grau d'interactivitat dels estudiants, que poden crear, modificar i posseir continguts virtuals.
- Interacció en temps real (síncrona) i possibilitat de formar comunitats, i emfatitzar així la dimensió social en l'ensenyament.[2][4]
- Interacció en ambients immersius, especialment adequat per a alguns ensenyaments, com els idiomes,[3] la història,[2] o les ciències.[1]
- Foment de la consciència de grup, ja que hi poden participar uns quants usuaris simultàniament.
- Aprenentatge contextualitzat i realista, major motivació i responsabilitat de l'estudiant en el seu propi aprenentatge.[1]
- Els MUVE trenquen barreres, permetent a usuaris amb alguna condició física experimentar virtualment la vida d'estudiant sense cap mena de restricció.[3]

Avui dia, es duen a terme diverses experiències educatives, sobretot en ensenyament superior, i de l'anàlisi d'aquestes experiències es poden extreure alguns dels avantatges descrits més amunt.
A més dels anteriors avantatges, l'ús dels MUVE en l'aprenentatge pot també tenir diversos desavantatges:
- Problemes físics causats per estar massa temps davant de l'ordinador (sedentarisme, cansament ocular, etc.).
- Possibilitat d'addicció als mons virtuals.
- Possibles comportaments inapropiats a causa de l'anonimat i escut que suposa l'avatar darrere del qual s'amagen els usuaris del món real.

## Algunes fites en la història dels MUVE educatius
La història dels MUVE es pot traçar fins al concepte de MUD (en anglès, multi-user dungeon, que literalment significa "masmorra multiusuari"). Els MUD són jocs de rol multiusuari en línia.
MicroMUSE va ser un dels primers MUVE, dissenyat el 1990 amb una interacció amb terminals basats en text. L'emplaçament principal de MicroMUSE és Cyberion City II, una ciutat de forma cilíndrica, que gira sobre el seu propi eix per produir gravetat artificial (les persones habiten a l'interior d'una superfície corba de la ciutat) i que gira al voltant de la Terra. MicroMUSE inclou descripcions plausibles físicament del sistema solar, de manera que es pot utilitzar, entre altres coses, per a explorar coneixements de física.
Una segona fase en aquesta història va ser l'aparició d'entorns anomenats MOO (MUD, object oriented). LambdaMOO Arxivat 2005-12-18 a Wayback Machine. és un exemple d'un MOO encara en ús. Es considera que el primer MOO dedicat a l'ús educatiu va ser Diversity University (DU), creat per Jeanne McWhorter el 1993. DU té com a metàfora principal un campus universitari.
Per acabar, amb les millores en les prestacions dels ordinadors personals, es va fer possible la creació de MUVE amb interfície gràfica, en què la simulació s'enriqueix amb entorns 3D. River City Arxivat 2015-03-20 a Wayback Machine. és un exemple d'un MUVE dissenyat per a un propòsit educatiu específic, en concret investigar problemes de salut en una població com a mitjà per a introduir els estudiants en una manera de pensar científica.

## Exemples de mons virtuals educatius
Actualment hi ha molts MUVEs, i entre els més populars en l'educació trobem Second Life i OpenSim, tot i que aquests dos no són utilitzats exclusivament en educació. A continuació es presenten alguns MUVEs desenvolupats específicament amb finalitats educatives.

### River City
El projecte River City, dut a terme per la Universitat Harvard, desenvolupa un món virtual ambientat a principis del segle xix en què els estudiants de medicina que l'utilitzen han d'ajudar la població. En paraules del mateix equip de desenvolupament del projecte:
"Com a visitants de River City, els estudiants viatgen enrere en el temps, i han d'utilitzar les seves habilitats i la tecnologia del segle XXI per a abordar els problemes del segle xix. Sobre la base d'autèntiques condicions històriques, sociològiques i geogràfiques, River City és una ciutat assetjada amb problemes de salut. Els estudiants treballen plegats en petits equips de recerca per ajudar la ciutat a entendre per què estan emmalaltint els seus habitants. Els estudiants usen la tecnologia per a fer un seguiment de les pistes que apunten a causes de les malalties, crear i provar hipòtesis, desenvolupar experiments controlats per a provar les hipòtesis, i fer recomanacions sobre la base de les dades que recullen, i tot plegat en un entorn en línia."
L'ús d'aquest món virtual fomenta una sèrie de competències en els estudiants i disposa d'una planificació de l'activitat especialment ben detallada per als professors.

### Quest Atlantis
Quest Atlantis Arxivat 2011-02-02 a Wayback Machine. és un MUVE 3D per a nens de nou a setze anys. L'objectiu principal és el desenvolupament d'habilitats cognitives de caràcter general en els nens per mitjà de missions en el món virtual.
En el marc del projecte s'han fet estudis rigorosos sobre els beneficis educatius derivats de l'ús del món virtual, en concret en les àrees d'escriptura, ciències i coneixement del medi, matemàtiques i estadística i comprensió lectora.

### Whyville
Whyville és un MUVE gràfic educatiu dissenyat per a nens i adolescents, i la seva finalitat és ensenyar matemàtiques, ciència, història, i desenvolupar identitats online. Whyville només requereix un navegador web amb tecnologia Flash. Una vegada ens creem un avatar personalitzat, ens podem moure per un món virtual 2D, fent clic on volem que es mogui el nostre avatar. Mentre ens movem per aquest món virtual, podem interactuar amb altres usuaris mitjançant xat (amb filtres molt restrictius sobre el que es pot dir, per impedir l'ús d'expressions malsonants) i participar en diverses activitats educatives en diverses àrees, com matemàtiques, biologia, nutrició, esports, estadística, o fins i tot administració de negocis, entre altres disciplines.

### AquaMOOSE 3D
AquaMOOSE 3D va ser un MUVE educatiu gràfic per aprendre sobre matemàtiques i programació. Aquest MUVE consisteix en un món virtual sub-aquàtic, on els estudiants es creen avatars i els mouen mitjançant trajectòries matemàtiques, de la següent manera: l'usuari especifica les equacions paramètriques de la trajectòria que ha de seguir el seu avatar, i aquest executa la trajectòria resultant. Els estudiants han d'aconseguir generar trajectòries que permetin als seus avatars passar per un conjunt de punts. Aquest MUVE incorpora un sistema de xat que permet als estudiants conversar sincrònicament, comentant les trajectòries matemàtiques executades per altres companys.